# Kosmos 22
Kosmos 22 – radziecki satelita wywiadowczy. Był to pierwszy statek typu Zenit-4 należący do programu Zenit, którego konstrukcja została oparta na załogowych kapsułach Wostok. Kapsuła z negatywami opadła na terytorium ZSRR po 6 dniach.